# Neoanthrenus ocellifer
Neoanthrenus ocellifer is een keversoort uit de familie spektorren (Dermestidae). De wetenschappelijke naam van de soort werd in 1891 gepubliceerd door Thomas Blackburn.